# Слоньовська Жанна
Слоньовська Жанна (пол. Żanna Słoniowska; 1978, Львів) — польська письменниця українського походження, журналістка, перекладачка. Живе та працює у Кракові.

## Життєпис
Народилася в 1978 році у Львові. Навчалася в Українській академії друкарства. Працювала журналісткою в Незалежному телевізійному агентстві («НТА»). У 2002 році переїхала до Польщі, спочатку до Варшави, де вступила в докторантуру у Школі Суспільних Наук. Відтак вийшла заміж і виїхала до Кракова. Як сама згодом розповідала, «замість писати докторську дисертацією, почала працювати над романом». Дебютний роман «Дім з вітражем» Слоньовська писала чотири роки. У 2015 році твір отримав перемогу в конкурсі на найкращий роман польського видавництва «Znak». У Львові у «Видавництві Старого Лева» український переклад вийшов того ж року, а наприкінці 2020 року виходить новий роман «Острів».
Про свій дебютний роман і його переклад українською розповідає так:
«Я розповідала про українські реалії, перекладаючи їх польською мовою. Я описувала поняття, цілі світи. А тепер сталося так, що вони з допомогою прекрасного перекладача були повернені зворотно, і я іноземкою вертаюся в своє місто».
У 2016 році Жанна Слоньовська стала лауреаткою щорічної польської літературної нагороди Конрада за найкращий літературний дебют 2015 року — роман «Дім з вітражем».
Авторка інтернет-проєкту «Львів передвоєнний» (усна історія; віртуальний путівник довоєнним містом, де зібрано спогади близько 35 осіб, що пам'ятають Львів першої третини XX ст.).
Авторка альбому «Przedwojenny Lwów. Najpiękniejsze fotografie» («Передвоєнний Львів. Найгарніші фотографії», видавництво RM).

## Твори
- Жанна Слоньовська. Дім з вітражем / З польськ. перекл. А.Поритко і М.Кіяновська. — Л.: Видавництво Старого Лева, 2015. — 223 с.
- Жанна Слоньовська. Острів / З польськ. перекл. К. Міхаліцина, В. Андрєєва-Паненко. — Л.: Видавництво Старого Лева, 2020. — 288 с.